# Гранитное (Ровненская область)
Гранитное (укр. Гранітне) — село в Вировской сельской общине Сарненского района Ровненской области Украины.
Население по переписи 2001 года составляло 535 человек. Почтовый индекс — 34551. Телефонный код — 3655. Код КОАТУУ — 5625480910.